# Vestenbergsgreuth
Vestenbergsgreuth település Németországban, azon belül Bajorországban. Lakosainak száma 1622 fő (2023. december 31.).

## Népesség
A település népessége az elmúlt években az alábbi módon változott:
| Lakosok száma | 1248 | 351  | 1516 | 1495 | 1516 | 1498 | 1515 | 1551 | 1608 | 1622 |
|               | 1970 | 1975 | 2011 | 2012 | 2014 | 2015 | 2017 | 2019 | 2022 | 2023 |